# 8888民主化運動
8888民主化運動（英語: 8888 Uprising, ビルマ語: ၈လေးလုံး または ရှစ်လေးလုံး）は、1988年にビルマ（現ミャンマー）でおこなわれた国民的な民主化要求運動である。1988年8月8日のゼネスト・デモが民主化運動の象徴として捉えられているため「8888民主化運動」の名があるが、学生を主体とする運動は1988年3月21日から継続して行われていた。
瑣末な事件がこのような民主化運動に発展した背景には、前年の1987年、国連から後発開発途上国（LLDC）に認定されたこと、9月に75、35、25チャット紙幣を廃止する廃貨令を発令、しかも廃止された紙幣と小額紙幣との交換を認めなかったため、財産を失う者が続出し、国民の不満が溜まっていたことがあった。
運動の中、7月23日にネ・ウィンの長期独裁政権は退陣したが、9月18日に国家法秩序回復評議会 （SLORC、後の国家平和発展評議会（SPDC）） による軍事クーデターが発生し、民主化運動は流血をともなって鎮圧された。この過程で、僧侶と一般人（主に学生）を含む数千人がミャンマー軍 (Tatmadaw) により殺された。

## 経過

### 3月事件
3月12日：ヤンゴン工科大学（当時はラングーン工科大学）近くの喫茶店サンダーウィンで、工科大生3人が持参したSai Htee Saingという、当時、”ミャンマーのボブ・ディラン”と呼ばれていたシャン族のフォーク歌手のカセットテープをかけるか否かで、ゾーゾー（Zaw Zaw）という先客の青年と喧嘩になり、学生の1人が先客の青年に椅子で頭を殴られた。この青年は警察に逮捕されたものの、地区人民評議会議長の息子だったためすぐに釈放された。
3月13日：怒った学生3人は200人ほどの学生仲間を引き連れてその喫茶店に赴き、そこで付近住民と衝突。放火、乱闘の騒動となって「ロン・テイン」と呼ばれる治安部隊が出動する事態となり、ロン・テインが学生たちに発砲して少なくとも2人が死亡、数十人の負傷者が出る事態となった。犠牲者の1人はマウンフォンマウ（Maung Phone Maw）というビルマ社会主義計画党（BSPP）青年組織・ランジン・ユースと工科大赤十字チームのリーダーの1人で、学業優秀な青年だったことから、学生たちに与えた衝撃は大きかった。
3月14日：この事件に抗議して工科大学の有志たちが抗議のポスターとビラを制作して、ヤンゴンの他の大学でも配ったが、15日、600人以上の治安部隊が工科大学を襲撃して、少なくとも300～400人の学生を逮捕、大学を閉鎖した。

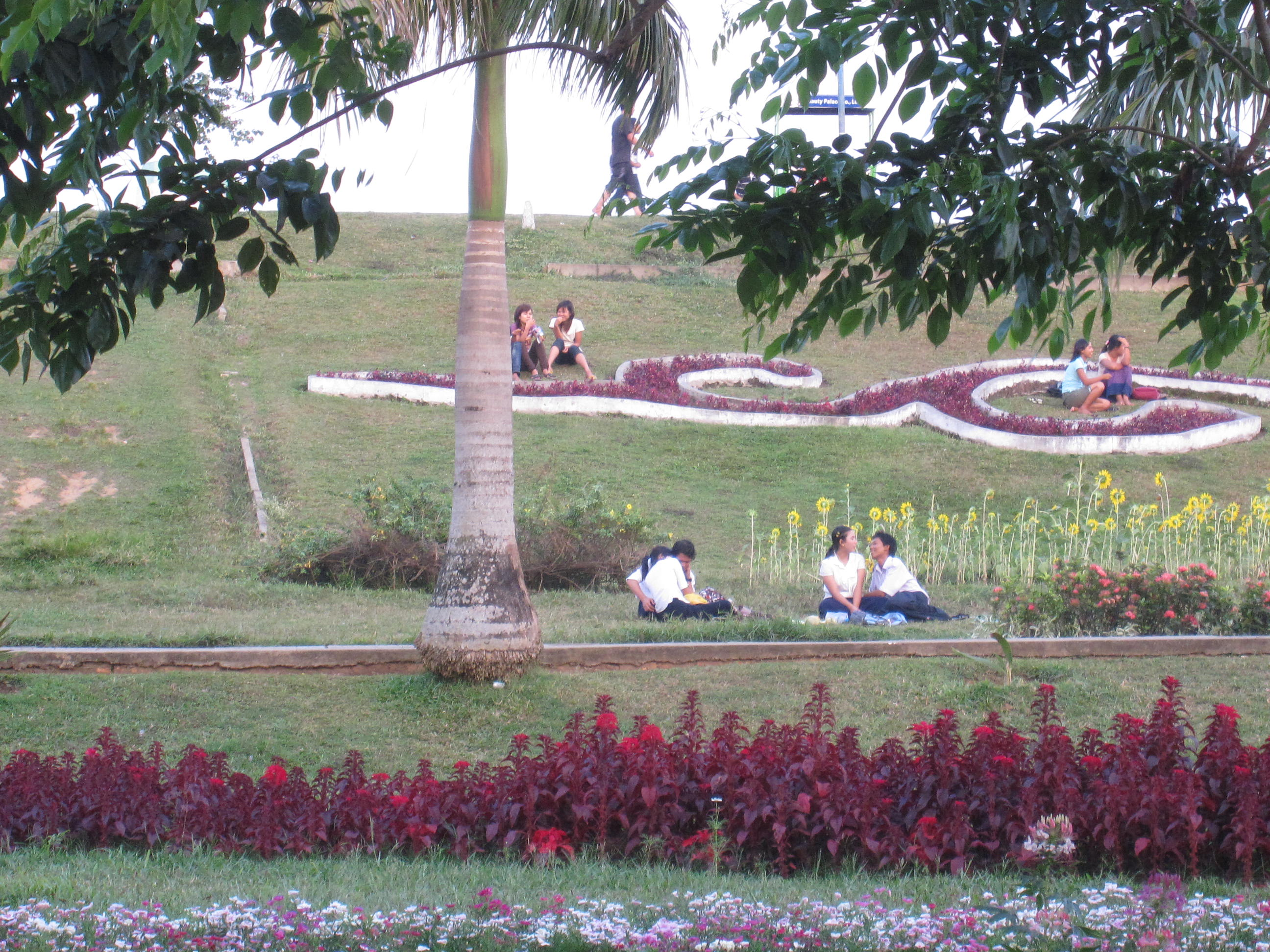
インヤー湖

3月16日：ヤンゴン大学（当時はラングーン大学）の本キャンパスで学生たちによる数千人規模の抗議集会が開かれ、「ネ・ウィンを火葬せよ」「軍政に終止符を」「全国で革命を開始する」などと書かれたビラが配られた。その後、デモ隊はヤンゴン大学ライン・キャンパスとヤンゴン工科大学へ向けてプローム通りをデモ行進し始めたが、インヤー湖のほとり、通称「ホワイト・ブリッジ」のあたりでロン・テインと国軍の部隊と衝突。推定20～100人ほどの死者が出た。バーティル・リントナーの『Outrage : Burma's Struggle for Democracy』にはその様子が次のように描かれている。
インヤー湖には犠牲となった学生たちの遺体が浮かんでいたのだという。なおこのホワイト・ブリッジはミャンマー語で「ダダピュー（白い橋）」と言うが、事件後は人々から「ダダニー（赤い橋）」と呼ばれるようになった。同日、ヤンゴン大学メインキャンパスに国軍の部隊が侵入した。
3月17日：数千人がチャンドー（Kyandaw）火葬場の外に集まり、マウンフォンマウの葬儀に出席しようとしたが、彼の遺体は既に別の場所で密かに火葬されていたことが判明した。同日、政府は彼の死因を調査する調査委員会を設置すると発表したが、それはマウンフォンマウ1人だけで、他の犠牲者については触れなかった。ヤンゴン大学のメインキャンパスで集会で開かれ、2000人ほどの学生が集まり、ヤンゴン大学学生連合が結成された。しかしこの集会に国軍の部隊が突入し、催涙弾を発射。約1,000人の学生が逮捕され、軍用トラックに詰め込まれて、インセイン刑務所に送られた。この際、催涙ガスを吸入した後の換気不良が原因で41人が窒息死したが、この事実は、7月19日、国営放送が事件を報道するまで伏せられていた。
この事件を機に、学生組織の組織化が進んだが、それは皮肉にも国軍やBSPPを真似たもので、チラシやポスターの作成と広報を担う情報部、資金、食料・水を集める社会福祉部、ロン・テインの動向に関する情報を収集する諜報部などの部門が設けられた。経験がなかった学生たちは、1970年代半ばの反政府デモに参加した年上の元学生に連絡を取り、アドバイスを求めた。ただこの際、情報部はグループ内の政府の密告者を特定しようとしようとして、学生寮内に「刑務所」を設置し、密告者と疑われる者を尋問、3人の学生が有罪判決を受け、殺害されたのだという。
3月18日:政府が設置した事件調査委員会が、1ヶ月以内に報告書を提出するとした方針に抗議するために、スレー・パゴダに1万人以上の学生が集まり、集会を開いた。彼らは信号機を破壊し、政府所有の車両や政府運営の協同組合人民商店に放火したが、市民の財産には手を触れなかった。警官は逃げ出し、またしても重武装したロン・テインがやって来て、警棒で突撃し、空中に向かって威嚇射撃を行ったが、今回ばかりは多勢に無勢だった。暴動はヤンゴン各地に広がり、あちこちから黒煙が上がった。ついには国軍の精鋭部隊である第22、第66、第77軽歩兵師団が投入され、数千人の抗議者が逮捕された。ちょうど金曜日で、スーレー・パゴダの西にあるモスクでムスリムの礼拝が行われており、無関係な大量のムスリムの人々が逮捕された。夜には事態は終息したが、この日の死傷者数は不明。後述するアウンジーは、死者のほとんどはムスリムだったと書簡の中で述べている。BBSビルの裏にある火葬場の煙突からは、犠牲者の遺体が焼かれる煙が絶え間なく上がっていたのだという。のちにこの日は「血の金曜日」として知られるようになり、ロン・テインの指揮官セインルインは「ラングーンの虐殺者」と呼ばれるようになった。大学と学校が閉鎖された。
3月27日：国軍記念日のパレードの演説において、国軍総司令官のソーマウンが「BSPPの指導の下で建設的な仕事が遂行されている一方で、地上と地下の両方で破壊分子があらゆる種類の破壊行為に訴え、人々の進歩を妨げている」と述べる。

### アウンジー書簡
5月9日：政府の調査委員会は、3月事件で学生3人が死亡、625人が逮捕され、141人が依然として拘留中であると発表した。
5月30日：学校と大学が再開されたが、出席率は10％ほどだった。この頃から3月事件の際に逮捕されてインセイン刑務所に収監された学生たちが、釈放され始めた。彼らの口からは拷問、暴行、電気ショック療法の話が語られ、中には陸軍少佐の娘がロン・テインたちに強姦されたという話もあった。

ミャンマーの軍情報局の拷問方法として有名なものには「バイク」と「ヘリコプター」がある。バイクとは、鋭い小石の上にひざまづかされ、絶えず殴打されるという拷問で、1970年代半ばにこの拷問を受けた者によると、それは次のようなものだそうである。

ヘリコプターとは、両手を広げて回転させることによってめまいさせることを目的としており、バランスを崩すと、殴打され、再び回転を始めるよう命じらるという拷問方法だった。

アウンジー

そして5月中旬頃から、元国軍ナンバー2で、1963年にネ・ウィンの経済政策を批判して失脚した後、喫茶店の店主をやっていたアウンジー元准将が、5月9日にネ・ウィン宛てに書いたとされる書簡がヤンゴンに出回り始めた。内容は、ネ・ウィンを直接批判することは避けつつ、第2次世界大戦以降のビルマの政治史、その中での自身の役割、ネ・ウィンに対する自身の立場の概説、経済政策批判だった。アウンジーは前年7月にもネ・ウィンに経済政策の変更を求める書簡を出しており、因果関係は不明だが、実際、ネ・ウィンが経済失政を認める演説をしたという経緯があった。この書簡はコピーされ、ヤンゴンのみならず全国に出回った。有力者が学生の反政府活動を擁護したことにより、3月事件で意気消沈していた学生たちは鼓舞された。なおこの書簡の中で、アウンジーは、宮澤喜一大蔵大臣（当時）の意を受けた2人の日本人の密使に会い、ネ・ウィン体制に変更のない限り、日本の対ミャンマー支援を縮小すると伝えられたと書いているが、真偽は不明である。アウンジーは6月8日にも、今度は3月事件の詳細を明らかにするネ・ウィン宛ての書簡を書き、事件の詳細が広く人口に膾炙することとなった。

### 6月事件
6月13日：3月事件で殺害された人々の追悼式が計画されていたが、実現しなかった。
6月15日：ヤンゴン大学メインキャンパスでデモと集会が再開された。椅子とテーブルで作られた演壇に、ハンカチで顔を隠した演説者が次々と登壇し、政府の残虐行為を非難したり、まだ拘束されている人々の釈放を要求するスピーチを行った。集会には学生だけではなく、僧侶、労働者、十代の若者たちも参加した。
6月20日：ヤンゴン大学の4つのキャンパスがすべて閉鎖された。
6月21日：ヤンゴン大学閉鎖に抗議して、数千人の学生がアウンサン将軍の肖像画を掲げながら、ヤンゴン大学医学部のプローム通り・キャンパスからヤンゴン中心部に向かってシュプレヒコールを上げながらデモ行進した。しかし、ハンタワディ（Hanthawaddy）交差点でロン・テインと衝突し、ロン・テインはデモ隊に向かって催涙ガスとライフルを発射した。デモ隊もジングリー(jinglee)や投石で反撃。ジングリーとは、自転車のスポークや傘のスポークを削って尖らせ、先端に除草剤や牛糞を塗って殺傷力を高め、鶏の羽を弓にして飛ばす自家製武器で、デモ隊はこれを使ってロン・テインや警察官を何人か殺害した。殺害された彼らの遺体を載せたトラックが群衆に止められて放火され、見物していた人々は拍手喝采を送った。
両者の衝突は午後遅くに収まり、6月23日の『労働人民日報』によると、公式の死者数は「人民警察隊員6名、騒乱と暴力を引き起こした者3名」だったが、外交筋の推定では、ロン・テインと警察官合わせて20人、民間人少なくとも80人、おそらく100人以上が死亡したとされる。ラングーンのすべての大学と研究所は無期限に閉鎖され、首都では日没から夜明けまでの外出禁止令が敷かれた。当局は6月21日から8月19日までの60日間、デモと集会を禁止し、ヤンゴンでは午後6時から午前6時までの夜間外出禁止令が出された。ヤンゴン大学医学部と歯科大学が閉鎖され、翌日、ラングーン工科大学も閉鎖された。ヤンゴンでは、外出時間中の経済活動も禁止されたため物価が高騰した。禁止令に違反した者は射殺された。
6月23日：集会禁止に反発して学生たちは、シュエダゴン・パゴダにストライキ・センターを設置した。ヤンゴン北のバゴーでも反政府デモがあり、治安部隊により少なくとも70人が殺害された。モーラミャインとピィ（プローム）でも反政府デモが報告され、デモが地方都市へ、学生以外の階層の人々へ波及する動きを見せてきた。

### 反ムスリム暴動
7月7日：3月事件で逮捕・拘留されていた者、240人が釈放される。当初、政府は拘留されているのは141人だと述べていたが、240人中139人が学生で、残りは市民だとあらためて発表した。また当初、反政府デモが報告されていなかったモーラミャインで73人、バゴーで50人、ピィで27人が釈放されたとの発表もあり、期せずしてデモが全国に広がっていることを人々が知ることとなった。
7月11日：シャン州タウンジーで、ムスリムが経営する喫茶店の店主の息子が、托鉢僧に輪ゴムを飛ばしたことをきっかけに、仏教徒とムスリムとの間で衝突が発生。怒り狂った仏教徒の住民が件の喫茶店を焼き払い、他にもムスリムが経営する店も数軒破壊された。その後、件の托鉢僧が失踪を遂げ、ムスリムに誘拐され殺害されたという噂が流れ、大きな暴動に発展。13日、治安部隊が出動して暴徒に対してライフルを発砲し、2人が死亡、約10人が負傷した。また逆に暴徒がパチンコで発射した石が、シャン州人民警察長官の目に命中し、翌日彼は死亡した。暴動はその後、3日間続いたのだという。
7月16日：ピィで酔っ払ったムスリムの若者が、喫茶店の外で若い仏教徒の少女を侮辱したことをきっかけに、仏教徒とムスリムとの間で乱闘が発生。ムスリムの家や店が襲撃され、焼き払われた。暴動はピィから東へ20km離れた、ネ・ウィンの生まれ故郷・パウンデールにまで及んだ。
この時期、仏教徒とムスリムとの間で衝突が頻発したことについては、人々の不満を逸らすために政府が反ムスリム感情を煽ったという説がある。6月、ヤンゴン大学の各キャンパスでデモや集会が行われていた時、反政府的なビラに混じって、「ビルマ民族主義的仏教徒」を名乗るグループによる反ムスリム感情を煽るビラが配られていた。その内容は、ムスリムの男性が仏教徒の女性を誘惑しようとしていて、仏教徒女性を妊娠させれば1,000 ks、大卒の仏教徒の女性を妊娠させれば2,000ks、国軍将校の娘を妊娠させれば5万ksの手当を毎月支払うという「ムスリム連盟」による秘密文書が発見されたとして、ムスリムが経営する店のボイコットと国外追放を訴えるものだった。
7月19日：国営ラジオ放送が、3月17日、ヤンゴン大学でデモを鎮圧した際、軍用トラックに詰め込まれた学生41人が窒息死したという事実が報道される。そしてこの件に関して、ミンガウン内務・宗教大臣とヤンゴン人民警察総局長テインアウンの「辞任が許可され」、国家警察長官ペチーは副局長に降格され、機動隊を率いていたフラニ元少佐の昇進が2年間延期された。軍政なりの民心懐柔策だったと言われている。そして同日、母の看病のために一時帰国していたアウンサンスーチーが、父親のアウンサンの命日である殉教者の日の式典に出席した旨を国営新聞が伝え、国民がその存在を知ることとなった。

### ネ・ウィン辞任

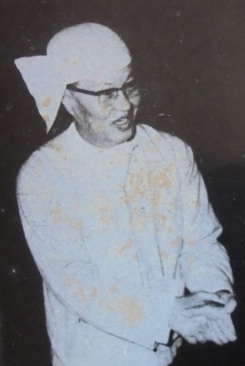
ネ・ウィン

7月23日：ヤンゴンのサヤー・サン・ホールでBSPP臨時党大会が開催される。BSPPの党大会は5年毎に開かれ、次は1989年の予定だったが、前倒しされた格好だった。そして演壇に立ったネ・ウィンは、
と、突然、複数政党制の導入を問う国民投票の実施を提案し、さらに、
と述べ、自身のBSPP議長辞任と、BSPP副議長兼大統領のサンユ、BSPP書記長のエーコー、共同書記長のセインルイン、国防大臣チョーティン、財務大臣のトゥンティンの辞任を申し出たのである。26年間BSPPの一党独裁、ネ・ウィンの独裁が続いてきたミャンマーにおいては、まさに青天の霹靂であり、国営ラジオ放送で演説を聞いていた国民は驚愕した。さらにネ・ウィンは演説を続け、アウンジー書簡の内容を事実誤認と非難した挙げ句、1962年のヤンゴン大学の学生による反クーデターデモの際、ヤンゴン大学の学生会館を爆破したのは当のアウンジーだと述べた。そして最後に次のようなことを述べて、国民に警告を発した。
ネ・ウィンは午前中退席して、その後、党大会には姿を見せなかった。党大会は昼休みを挟んで午後に再開され、BSPP書記長のエーコーが、国営企業の非合理性・非効率性を指摘して、国営独占は石油、天然ガス、真珠、翡翠、宝石に限定して、その他の産業は民間企業や外国企業にも開放すると発表した。これも「ビルマ式社会主義」からの大きな転換だった。
7月24日：大会2日目。登壇したカチン州、カヤー州、チン州、タニンダーリ地方域、マグウェ地方域の代表が複数政党制の導入に反対の意思を表明した一方、マンダレー地方域、バゴー地方域の代表は複数政党制の導入に賛成した。
7月25日: 大会3日目。結局、ネ・ウィンとサンユは「辞任を許可された」が、他のエイコー、セインルイン、チョーティン、トゥンティンは許可されず、セインルインがBSPP新議長に選出され、エイコー書記は留任、チョーティンが新副書記に選出された。また複数政党制の導入は否決された。ネ・ウィンの辞任劇には自作自演説、乱心説など様々な憶測を呼んだが、いずれにせよネ・ウィンの口から複数政党制の言葉が出たことにより、反政府運動の焦点が民主主義に絞られるきっかけとなったと言われている。
ある西側諸国の外交官は後年次のように語っている。
7月27日：今度は臨時人民議会が開催され、セインルインが大統領に、チョーティンが国家評議会書記に、トゥンティンが首相に、マウンマウン博士が人民検察評議会議長に選出された。既述したとおり、セインルインは3月事件、6月事件弾圧の責任者で、。ネ・ウィンが指揮する第4ビルマ・ライフル部隊出身で、1950年、カレン族の独立運動の英雄・ソー・バウジーを殺害した功績によりネ・ウィンの絶大な信頼を得た。1962年のクーデター直後、ヤンゴン大学で反クーデターデモが起きた際は、その弾圧の指揮を取り、国民の間では、無教養な冷酷な人物として知られ、すこぶる評判が悪い人物だった。あだ名は”肉屋”。彼が後継者に任命されたことは、ネ・ウィンの引退は見せかけで、裏でセインルインを操っているものと、少なくとも国民は受け止めた
7月29日：アウンジーと、当時ミャンマー1のジャーナリストとして名高かったAP通信記者セインウィン、その他退役軍人9名がその夜遅く逮捕された。

### 8888

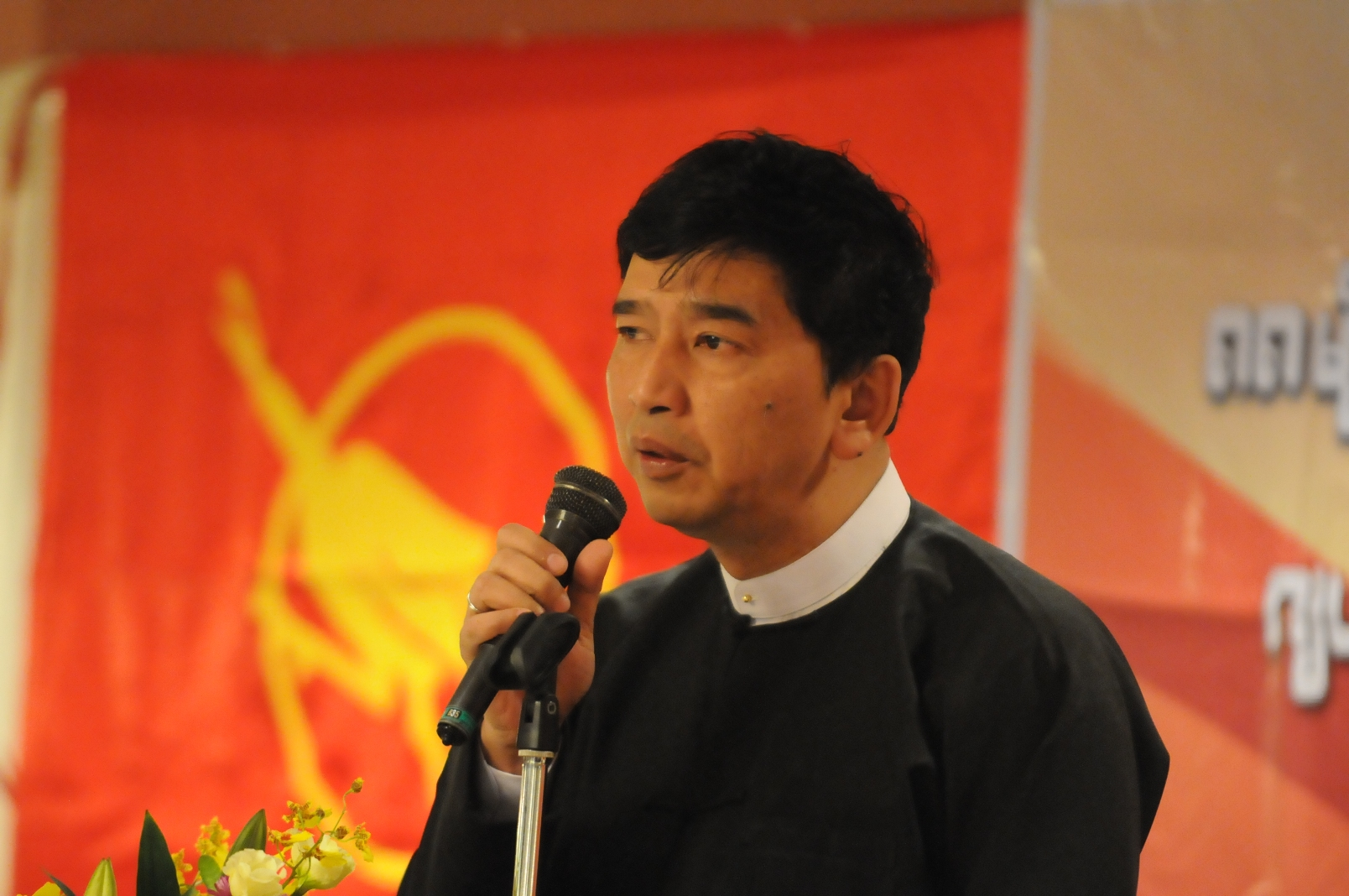
ミンコーナイン

8月1日：全ビルマ学生連合（通称バ・カ・タ）と名乗る組織が、1988年8月8日、8が4つ並ぶ吉祥の日に全国ゼネストを行うよう呼びかけるビラを街中で配り始めた。ビラの署名にはのちに高名な民主化運動家となるミンコーナインの名前があった。ミンコーナインとはミャンマー語で「王を倒す」という意味である。学生たちは突然喫茶店やバス停に現れ、ビラを配り、すぐに人混みの中に消え去っていった。またミャンマーでは、1938年という年は、ミャンマー中部・マグウェの油田労働者によるストライキをきっかけに、ヤンゴンで学生・活動家による大規模な反英植民地運動が巻き起こり、のちの独立運動の発端となった年ということで「1300年革命」と言われていたが、1988年は、その1300年革命50周年に当たる年という認識が人々の間に広まっていった。
8月3日：ヤンゴンでこれまでで最大の1万人規模のデモが行われる。シュエダゴン・パゴダ周辺が封鎖されていたので、デモ隊はスーレー・パゴダ周辺に集まった。デモ隊は物価高を揶揄し、「セインルインの首をへし折れ！」「セインルインの首を斬れ！」と過激なシュプレヒコールを上げていたが、見守っていた兵士たちは妨害しなかった。窓やバルコニーからデモ隊を見物していた人々は拍手喝采を送り、路上の売り子たちはお菓子やスナックや水をデモ参加者に無料で配り、自発的にデモに参加する人もいた。お祭りのような雰囲気だった。
その夜、ヤンゴンに戒厳令が敷かれたが、学生たちはひるまずにデモを続けた。またデモは全国各地に広がり、バゴーやマンダレーでは逮捕者や国軍の発砲による死者や負傷者を出していた（ヤンゴンでは発砲はなかった）。一方で、8888に参加するために地方から多くの人々が、車、列車、バス、トラックでヤンゴンに押し寄せた。移動中、彼らはスローガンを叫び、1962年のクーデター前のビルマ連邦の古い国旗を振り回した。ヤンゴンに到着すると、大学、ラングーン総合病院、カンドージー湖のほとりにあるボージョー・アウンサン公園にキャンプを張った。

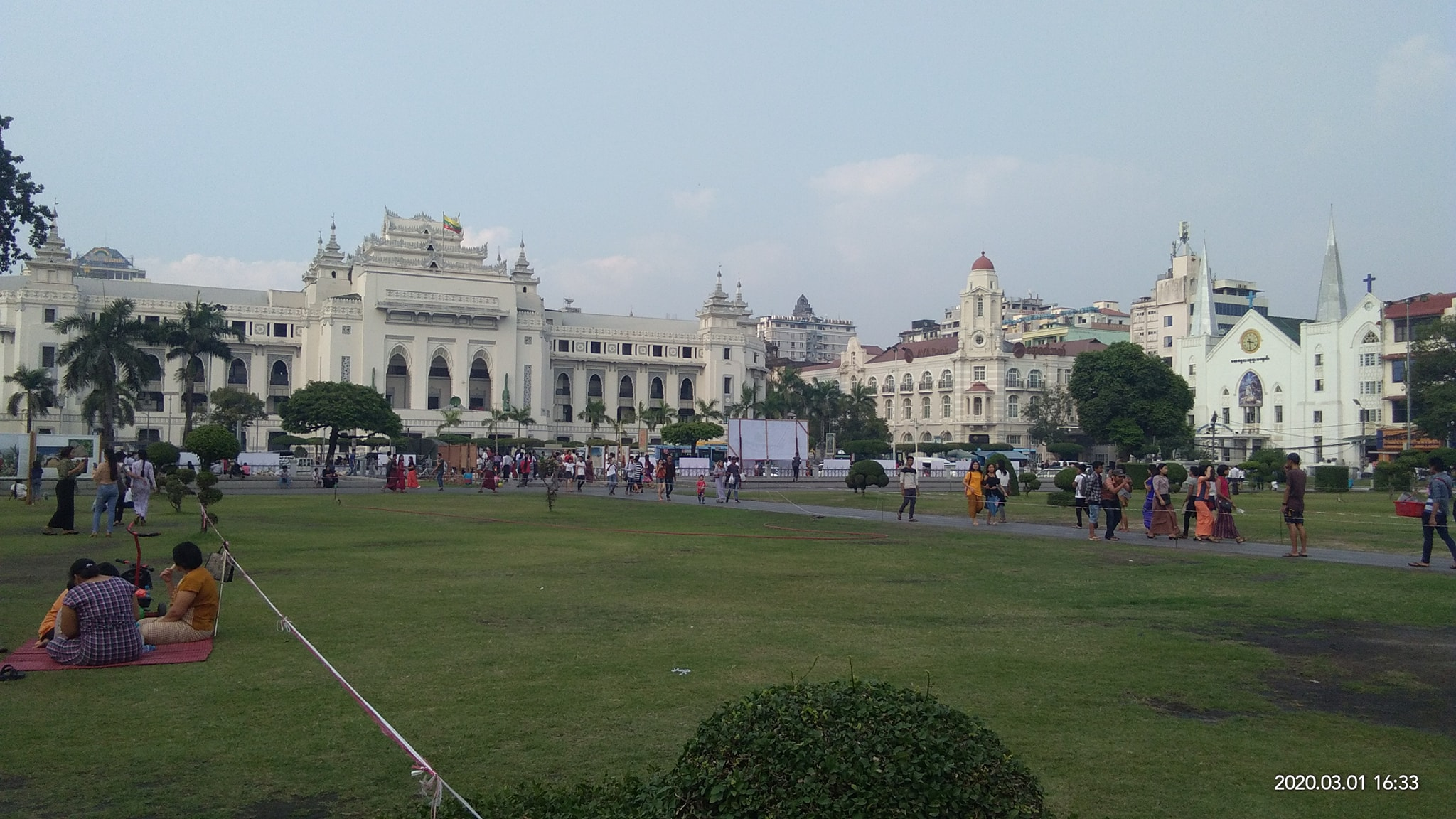
ヤンゴン市庁舎とマハバンドゥーラ公園

8月8日：予告通り、ヤンゴンで大規模なゼネストとデモが行われた。1988年8月8日8時8分きっかりに、ヤンゴン港の港湾労働者がストライキを実施したのをきっかけに、ヤンゴン各地で結成されたデモ隊は、スーレー・パゴダ近くのヤンゴン市庁舎とマハバンドゥーラ公園を目指して行進し始めた。デモ隊は老若男女、ビルマ族、インド人、中国人、その他ありとあらゆるミャンマーの少数民族の人々が国旗、横断幕、国民的英雄アウンサンの肖像画を掲げ、僧侶たちは托鉢を逆さまにして、国軍指導者たちからの布施を拒否する意思表示をしながら、行進に加わっていた。1時間も経たないうちに、市庁舎周辺は5万人とも20万人とも言われる多くの人々でぎっしり埋まり、数万人の人々でぎっしり埋まり、周囲の家のバルコニーは見物人でいっぱいになり、屋根の上にまで登る人もいたのだという。そして、市庁舎の前には外即席の演壇が10つほど設置され、演説者が次々と登壇して、「民主主義が欲しい！」「 BSPP政府を倒せ！」 「セインルインを倒せ！ 」「アウンジーと他の政治犯を釈放せよ！」政府を非難するアジ演説を行い、その度に群衆は大声で呼応した。その様子を見守っていた兵士たちは、雰囲気に飲まれ、圧倒されていた様子だったのだという。
大規模なデモはヤンゴンだけではなく、北部のマンダレー、ザガイン、シュウェボ、エーヤワディー・デルタ地帯のバセイン、中央平野部のバゴー、タウングー、ピンマナ、ミンブー、エーヤワディー川沿いの石油の町・イェナンジャウン、チャウク、南東部のモーラミャイン、メルギー、ダウェイ、シャン州のタウンジー、そして北はカチン州の州都ミッチーナーまで国内の主要都市で行われた。
しかしヤンゴンでは、午後5時半頃、ヤンゴン地方司令部の司令官が「解散しなければ発砲する」と警告を発し、それでも人々が解散しなかったことから、午後11時半頃、兵士を満載したトラックとマシンガンを正面に向けたブレン・キャリアが市庁舎前にやって来て、人々をピストルやライフル、マシンガンで撃ち始めた。
8月9日：ザガインで、約1万のデモ隊が警察署を虜囲み、拘留されている学生の釈放を要求していたところ、警察と国軍の部隊がデモ隊に発砲。目撃者によれば、その場で200〜300人が死亡した。発砲を指示したのは、強烈な反共思想の持ち主で有名な、ザガイン地区人民評議会議長のトゥラ・チョーズワという人物だった。ヤンゴンでは8日以降も小規模ながらデモと国軍の発砲が続いていたが、北オッカラパ郡区では、住民が軍情報局の捜査官をバイクから振り落とし、リンチして殺害した挙げ句、遺体とバイクに火を点けた。
8月10日：ヤンゴンの北オッカラパ郡区で、数百人の暴徒が地元の警察署を占拠し放火。拘束した警察官4人をリンチした挙げ句、その首を刀で次々と切り落とし、取り囲んだ人々は歓声と拍手を上げた。同日、多くのデモ参加者の遺体や負傷者が運びこまれたヤンゴン総合病院に国軍が発砲。女性看護師2人と男性看護師1人が重傷を負い、他2人が軽傷を負った。あるデモ参加者がこの事件が大きな分岐点だったと語る。
病院での銃撃は大きな転換点でした。国民と国軍の間には完全な亀裂が生まれ、軍務に就くことが名誉だった時代に戻ることは不可能でした。私たちは夜通し残業し、寝られる場所と時間を選びました。誰もが動揺し、公然と泣く人もいました。私たちには、私たちに加わってくれると信じていた兵士たちが、なぜ自国民にこんなことをするのか理解できませんでした。
同日、アメリカ上院議員ダニエル・モイニハンは、ヤンゴンの虐殺を非難し、ミャンマーの一党独裁体制の終結を求める決議案を上院に提出。この決議案はエドワード・ケネディを含む他の5人の上院議員の支持を得て、翌日上院で満場一致で承認された。このニュースはボイス・オブ・アメリカのビルマ語サービスを通じてミャンマーにも届けられ、人々は歓声を上げた。
8月12日：国営ラジオ放送は、セインルインの「党議長職と大統領職からの辞任が許可された」と発表。わずか18日間の就任期間だった。また国営ラジオ放送は、9日から11日までにヤンゴンで死者53人、負傷者196人、逮捕者1564人が出たと発表したが、推定ではヤンゴンだけで1000人、全国で数千人の死者が出たと言われている。セインルイン辞任のニュースを聞いた時、人々は通りで踊り狂い、鍋やフライパンを叩いて祝ったのだという。

### スーチー登場

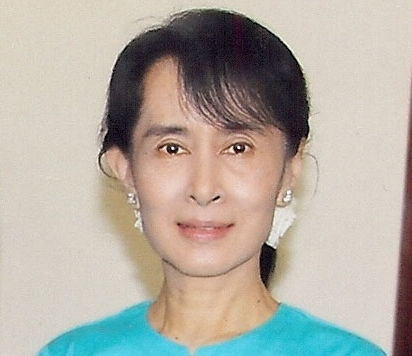
アウンサンスーチー

8月15日：ヤンゴン弁護士会が声明を発表し、「1988年8月9日以来、ヤンゴン、ザガインその他の町で治安部隊が幼い子供、学生、人々を銃で射殺したことは、ビルマ憲法と国際人権法に完全に反する行為である」という声明を発表した。同日、アウンサンスーチー、ウー・ヌ元首相、ウィンマウン元大統領の連名で、大統領府に当たる国家評議会宛てに国家的危機を解決するために「人民諮問委員会」の設置を求める書簡が届く。
7月19日付の国営新聞の報道でスーチーが帰国知っていることを知った反体制派の人々の間では、スーチーこそ民主化運動のリーダーに相応しいという待望論が出ていた。スーチーにはアウンサンウーというアメリカ在住の兄が1人いたが、彼は政治には興味なかった。吉日、民主化運動に関わっていた、ジャーナリストのウィンティン、映画監督のモートゥー、そして元海軍中尉で作家のマウンタウカの3人が、スーチーの自宅を訪れた。3人はスーチーがミャンマー語を話せるかどうかすら知らなかったが、彼女の流暢なミャンマー語を聞いて感銘を受け、民主化運動に加わるよう説得した。それでもスーチーは首を縦に振らなかったが、3人はその後2回彼女の元を訪れて説得し、ようやくスーチーは、アウンサンの娘として国が混乱しているときに黙っているわけにはいかないと悟り、民主化運動に加わることに同意したのだった。
8月16日：ミャンマー医師会は8月10日ヤンゴン総合病院における発砲事件に抗議する声明を発表。翌17日、政府は国営ラジオ放送を通じて、この声明は身元不明の人物によって出された偽物だと発表したが、医師会はすぐにその政府の発表を否定する声明を発表した。その日、ヤンゴン総合病院に5000人ほどの人々が集まり、犠牲者の追悼式を行った。
8月19日：人民検察評議会議長のマウンマウン博士が新大統領およびBSPP議長に任命された。しかし、国民はこの「穏健派のマウンマウン博士」を受け入れず、ネ・ウィンの「操り人形」と見なした。同日、国民の不平不満を受理して解決するために、人民司法評議会議長（最高裁判所長官）のティンアウンヘインを委員長とする請願委員会の設立も発表された。これはスーチーらが提案した人民諮問委員会を模倣したものと見なされていたが、同委員会はわずか5日間で活動を停止した。
8月22日：数万人がヤンゴンの路上に集結して、総選挙の実施まで臨時に国を統治する暫定政府の樹立を求める全国規模のゼネストが宣言された。マウンマウンが大統領に就任した後、国軍は発砲を控えていたので、またしてもデモは全国各地に広がり、すべての主要都市にストライキ・センターが設立された。ほとんどが平和的なデモだったが、唯一、モーラミャインで21日、国軍がデモ隊に発砲して、僧侶4人を含む47人が死亡し、約20人が負傷した。
ヤンゴンでは、ほぼすべての街角に即席の演壇が設けられ、様々な演説家が登壇してアジ演説をぶった。デモには、法服をまとった弁護士、白衣を着た医師や看護師、銀行家、ビジネスマン、労働者、農民、作家、芸術家、映画俳優、さまざまな省庁の公務員、鍋やフライパンを叩く主婦、三輪タクシーの運転手、サフラン色の僧衣をまとった僧侶、緑の旗を振り回すムスリム、キリスト教の聖職者、さらには盲人、女装者などありとあらゆる人々が参加した。皆、ハンカチで顔を隠すこともなかった。長らく宗教対立が続いていたラカイン州では、仏教徒とムスリムが一緒にデモ行進をした。おそらくミャンマー史上初めて、老若男女、都市部と農村部、そして宗教の垣根を越え、人々が一致団結した。
8月24日：ヤンゴンの戒厳令が解除され、マウンマウンは9月12日臨時党大会を開き、あらためて国民投票の是否について協議するという声明を発表した。
同日、マウンタウカと有名女優のキンティダートゥン（Khin Thida Htun）に伴われたスーチーがヤンゴン総合病院の外に設けられ仮設演壇に立って短い演説を行い、2日後にシュエダゴン・パゴダで集会を開くと発表した。ちなみに、この演説に先立って、スーチーは当時法務大臣を務めていたティンアウンテインと密かに会談し、彼を通してネ・ウィンに演説の承認を求め、その際、「政治的野心」も「隠れた意図」もないことを保証した。ティンアウンテインは、公の場でネ・ウィンについて言及したり、批判したりしないよう助言したのだという。しかし、ティンアウンテインには26日の演説の件は話していなかった。
8月25日: 7月29日に逮捕されたアウンジー、セインウィンらが釈放される。アウンジーは、サンチャウン郡区にあるパドンマ・スタジアムで、30人の志士の1人・ボー・フムアウンに伴われて、3万人の群衆の前で演説した。しかし、その内容は、
というもので、国軍批判や民主主義の実現を訴えることを期待していた人々は困惑した。雰囲気の変化を察知したアウンジーが、演説を中断して、民主化のスローガンを叫ぶと、ようやく人々は歓声を上げた。
この日の午後から翌日予定されていたスーチーの演説を見るために、寝袋持参でシュエダゴン・パゴダ西側の広場に集まり始めた。
8月26日: 午前中のうちにシュエダゴン・パゴダには50万人ほどの聴衆が集まった。集会が始まる前に爆弾騒ぎがあったので、開始時刻が遅れた。ついにスーチーが到着したが、あまりにも多くの人々が集まったため、彼女の車は集会場所の外で止まらなければならず、彼女は耳をつんざくような拍手と歓声の中、残りの距離をステージまで歩いた。ステージの上にはアウンサンの巨大肖像画と第2次世界大戦の抵抗旗が掲げられていた。有名な映画俳優・トゥンエーがスーチーを紹介して、演説が始まった。その内容は、父親が志した民主主義の危機を訴え、民主主義を「第2の独立闘争」と呼んで事実上の後継者宣言をするとともに、国軍は「国民の名誉と尊敬を集める軍隊」であるべきで、国民に「国軍への愛情を失わないように」と訴えることで、暗に国軍に離反を促すものだった。
万雷の歓声と拍手の中で演説は終わり、スーチーは民主化運動のリーダーとして急浮上した。海外のメディアはスーチーに注目し、彼女も彼らのインタビューに堪能な英語で当意即妙に応じ、国内だけではなく海外からもミャンマー民主化運動の象徴的存在と目されていった。1986年にエドゥサ革命を経て、大統領に就任したフィリピンのコラソン・アキノと姿をだぶらせる声も多かった。
8月27日：1976年に解任された元国軍総司令官で、国民的人気が高かったティンウーが、王立公邸の外で約4,000人の聴衆の前で演説を行う。国軍で要職にあった人物が民主化運動に加わったことで、楽観ムードが高まる。国軍には彼の支持者が今なお多数いると信じられていた。
8月28日：全ビルマ学生連合（バカタ）が正式に発足。ミンコーナインが議長に、コーコージーが副議長に就任した。もう1つ、英語ではABSUと同じ名前だが、ビルマを表す「Bama」の代わりに「 Myanma」 を使っていたため、略称は「マカタ（ ma ka tha）」 となった別の学生組織もあった。
8月29日：ウー・ヌが一党独裁制を定めた憲法を無視して、民主平和連盟（League for Democracy and Peace）という政治組織を結成する。元大統領のウィンマウンが党首に、ティンウーが書記長に就任し、1950年代の民主政権時代の同僚数名もウー・ヌへの支持を表明した他、既に忘れ去られていた元ビルマ共産党（CPB）のメンバーも民主化運動を支援する声明をだし、赤旗CPBの党首だったタキン・ソーも民主化運動を支援する熱烈なアピール文を発表した。
8月30日：BSPP党員数千人が一斉に離党。この頃からほぼ毎日、各地のBSPP事務所に党員証が返却され、BSPPの一党独裁体制が崩壊する。
8月末までに『夜明けの光』『解放日報』『スクープ』『ニュービクトリー』『ニュースレター』と名付けられたガリ版刷りの独立系新聞・雑誌が相次いで発刊され、その多くが無料だった。内容は政治評論、風刺漫画、ニュースなど。『ロッター・ピッドゥー・ネジィン』や『ガーディアン紙』などの国営紙でさえ、率直な政治記事やデモの写真を満載したページを掲載し始め、相変わらず政府のプロパガンダニュースを流す国営テレビ・ラジオでは、職員がストライキを起こした。

### 停滞と過激化
9月3日：アメリカ下院議員スティーブン・J・ソラーズが、マウンマウン大統領と会談。その後、バンコクで開かれた記者会見で、ソラーズは「ミャンマー国民の民主主義を求める熱望を道徳的・政治的に支持する」と宣言、要求が満たされなければミャンマーは内戦に突入する恐れがあるとし、「ビルマの兵士の大半は反政府抗議に共感している」と述べた。
9月6日: 30人の志士の生存者11人のうち9人が、ネ・ウィンを公然と非難し、国軍兵士に蜂起を支援するよう呼びかけた。残りの2人はネ・ウィンとCPBに参加して中国国境近くのパンサンにいたチョーゾーだけだった。
9月7日：軽歩兵第16連隊の16人の軍人がデモに参加して、「われわれの軍事技術は人民を殺すためのものではない」とシュプレヒコールを上げる。
9月9日：ミンガラドン空軍基地の整備兵150人がストライキを起こし、デモ隊に加わる。さらにフモービとミンガラドンの第501および第502空軍部隊の他の整備兵が続いた。その後数日間でさらに多くの警官、空軍兵、海軍兵および少数の正規軍が「民主主義の達成のために人民の胸に避難した」と『労働人民日報』が伝える。9月12日、国軍総司令官のソーマウンは、国営ラジオ放送を通じて「国軍の結束が崩れれば、ミャンマーは独立を失う」という声明を発表。
BSPP支配は至る所で崩壊の兆しを見せ、国軍と警察は街から撤退し、ロン・テインも姿を消した。ネ・ウィンが亡命を企てている噂もまことしやかに流れ、多くの人々が政府の転覆を本気で信じていた。機能停止した行政機関の代わりに僧侶、地域の長老、学生で構成される地元の市民委員会が各地で生まれた。喫緊の課題は悪化した治安対策で、各地区の周囲には警備付きの門が設けられ、先が尖った竹の柵で囲まれた。狼藉者を捕まえると、僧侶が尋問官と裁判官を務めた。
治安が悪化した理由にはもう1つあった。8月26日、インセイン刑務所で囚人たちが反政府デモを行い、火災が発生。パニックの中、監視塔の警備員が銃を乱射した。国営ラジオ放送は死者36人、負傷者135人、脱走者1700人と伝えたが、1,000 人以上の人々が殺害されたとも言われている。同日、アキャブとマグウェでも暴動が発生して、それぞれ1600人と513人が脱走したと発表され、全国各地で計9つの刑務所で暴動が発生し、約 9,000 人の囚人が逃亡していると発表された。市民たちはパニックに陥り、各市民委員会は、釈放された囚人が犯罪に手を染めないように、彼らに食事を与えるための収容所を設置した。この暴動と脱走劇は、当局によって画策された疑いが持たれている。インセイン刑務所で暴動が起きる数日前、元国軍情報局のトップであるMIティンウーとその同僚のボーニー、そして1983年のラングーン事件の犯人・カン・ミンチョルが、密かに刑務所からミンガラドン郡区にある軍情報局の拷問センター・Yay Kyi Aing（「澄んだ池」という意）に移されていた。こうして急速な治安悪化により、各地区はナタや刀で武装した自警団を結成した。
そしてこうした自警団による、警察官やスパイ疑惑をかけられた人々に対する公開処刑、斬首も相次ぐようになった。当時、ミャンマーの町の路上には土器の水差しが設置されており、デモに疲れた人々の喉を潤していたが、この水差しの中に国軍の情報局員やスパイが毒を入れているという噂が広まった。9月5日にはヤンゴンのハルピン通りで、病院の貯水槽に毒を入れようとした容疑で5人の男女が自警団に捕まり、そのうち3人が斬首された。9月6日は、南オッカラパ郡区でスパイ容疑をかけられた者20人が斬首された。他にも薬物を投与された売春婦や少年が放火を企て、自警団に捕まる事件もあった。斬首された人々の首の写真は、ガリ版刷りの独立系新聞に度々掲載された。スーチーは、このような斬首を止めさせるために学生を現場に派遣したが、止めることはできなかった。
その様子を目撃した人は、次のように語る。
政府の倉庫や工場への放火や略奪もますます頻繁になってきた。9月4日、南オッカラパの市民委員会に、郡区内にあるビスケット工場が暴徒に襲撃されているという一報があり、委員会は9人の僧侶と12人の学生を調査のために派遣したが、彼らは暴徒に捕らえられてしまった。怒った住民は1,000人近くに膨れ上がり、暴徒に対して仲間の釈放を要求。両者の間で衝突が起き、お互いにジングリー、投石、ナイフで応酬し、結局、双方で約100人が負傷し、暴徒67人が捕らえられた。人質にされた僧侶・学生のうち2人は結局行方不明のままで、殺害されたものと見られる。
当時、これら一連の出来事は、意図的に混乱と無政府状態を起こそうとする国軍の陰謀という噂が流れたが、一方で当時国防省情報局（DDSI）局長だったキンニュンは、その回想録の中で、CPBがこの混乱を奇貨として政権掌握を目論見、工作員を紛れこませて混乱を図ったと主張している。
9月9日：ウー・ ヌは突然、暫定政府の樹立を発表した。内閣名簿も発表され、閣僚の多くは1950年代の清潔AFPFLのメンバーで、さらにティンウーが「国防大臣」とされていた。しかしその内容は（１）自分は1962年に非合法なクーデターで政権を奪われたが、1947年憲法にもとづき今でも自分は合法的な首相である（２）10月9日に選挙を行うが、投票用紙や投票箱を用意できないので大集会における拍手で議決したい（３）地方で選挙ができないのは大変遺憾というもので、アウンジーは「馬鹿げている」と一笑に付し、スーチーは記者会見を開いて「ウー・ヌ前首相が率いる『並行政府』が樹立されたと聞いて驚いている。国民の未来は国民大衆によって決定される」と見解を述べ、翌日、ティンウー以下元国軍将校は閣僚を「辞任」し、民主平和連盟からも脱退した。結局、ウー・ヌは3日後に撤回に追いこまれた。
9月11日：BSPP第2回臨時党大会が開催され、国民投票を行わずに複数政党制の総選挙を3ヶ月以内に行うと発表した。セインルイン辞任（8月12日）、国民投票の実施（8月24日）に次ぐ大幅な譲歩で、暫定政権樹立はBSPP支配の死を意味するので、これ以上はない政権の譲歩と言えた。
9月12日：アウンジー、ティンウー、アウンサンスーチーは連名でマウンマウン博士宛ての公開書簡を発表。、危機を解決するために「すべての国民が受け入れ可能な」暫定政府をできるだけ早く設置すべきだと提案した。ヤンゴンでは、デモはより過激になり、抵抗の叫びは以前よりも大きくなり、一部のデモ参加者は長刀、ナイフ、棍棒、木製の槍で武装するようになった。ヤンゴン、マンダレー、モンユワ、ピィ、モーラミャインでは「武装決死隊」が結成され、本格的に武装闘争を開始する動きもあった。また、同日、空母・コーラル・シーを含む5隻の軍艦からなるアメリカ海軍艦隊がミャンマー領海内で目撃された。アメリカ大使館は、艦隊は大使館職員の避難のために派遣されたと述べたが、アメリカが侵攻の準備しているという噂がミャンマー全土に広まった。
9月13日：デモを主導する学生たちが、スーチー、ウー・ヌ、アウンジー、ティンウーの4人をヤンゴン市内の医科大学の教室に集めて、暫定政権樹立を求める会合を開いた。翌日、ウー・ヌが同じ教室に現れ自分の所信を述べたが、昔話と自慢話に終始し、学生たちは大いに失望した。
9月16日：マウンマウン博士が、国軍兵士、警察官、政府職員のBSPPからの離脱の自由を認める。のちにこの措置は、国軍とBSPPを切り離すことで、国軍は「特定の政党」の利益ではなく、国益を守るたにクーデターを起こしたと主張するこための措置だったと理解される。
9月17日：ストランド通りの貿易省ビルの屋上から、酔っ払った兵士たちがデモ隊の女性をからかい、怒ったデモ参加者たちは屋上まで駆け上がり24人の兵士を拘束して、その武器を奪った。デモ参加者の1人が奪ったライフル銃を空中に振りかざすと、通りの人々は拍手喝采した。デモ参加者たちは兵士の首を斬ろうとしたが、アウンジーとティンウーが現場に到着して、解散させた。怒り狂ったデモ隊は政府の車を3台破壊した。
その夜、国軍総司令官のソーマウンは、「もはや国軍にBSPP党員は存在しない。われわれは、連邦の永続、国家の統一、国家主権の保護という本来の3つの責任を完全に果たすだ」と三軍の将兵に向けて声明を発表した。

### クーデター
9月18日：ヤンゴンでは30万人規模のデモが行われていた。午後４時、国営ラジオ放送の音楽番組が突然中断し、国軍総司令官のソーマウンが「国中のあらゆる場所で悪化する状況を速やかに食い止め、国民の利益のために、国軍は本日をもって国内のすべての権力を掌握した」と宣言した。偶然か必然か、その日は国軍のラッキーナンバー９が揃った日だった（１+８=９）。そして国家秩序回復評議会（SLORC）が設置され、ソウマウンが議長に、国軍副総司令官のタンシュエが副議長、DDSI局長のキンニュンが書記長に就任した。SPORCのメンバーのほとんどが現役の国軍将校だった。クーデターの目的は、（１）治安と法秩序の維持（２）運輸通信の安定（３）国民生活の便宜（４）複数政党制の下での総選挙実施と発表された。キンニュンの回想録によれば、事態を収拾できなくなったので、ソウマウンとキンニュンがネ・ウィンに相談したところ、クーデターの決行を促されたのだという。同時に午後８時から午前４時までの夜間外出禁止令、５人以上のデモ・集会の禁止、9月26日までの政府職員の職場復帰が宣言された。
クーデターに激怒した人々は、各地で切り倒した並木や屋台で路上にバリケードを築き、棍棒、短剣、剣、クロスボウなどで武装し、国軍の行動を妨害するため、電線を切断し、街灯を破壊した。しかし、トラックとブレン・キャリアでやって来た国軍の行動は、これまでとは別人のように組織的かつ効率的で、拡声器を通じてバリケードの撤去を命じ、デモ隊がこれに応じないと見るや、容赦なく機関銃で銃弾を浴びせた。デモ隊の年長の人々は比較的慎重に行動して建物の陰に身を潜めていたが、10代の若者たちは無謀にも徒手空拳で国軍の部隊に突っ込み、多くが銃弾の犠牲になったのだという。
病院は遺体や負傷者で溢れ、火葬場は犠牲者の親族さえ立ち入り禁止とされ、絶えず黒煙を吐き、まだ生きている人々も火葬に付したため、ときおり悲鳴が聞こえてきたのだという。ヤンゴンだけではなく、各地で同様のことが起こり、9月21日頃にはほぼ全国のデモ隊が制圧された。死者数はヤンゴンだけで500人～1000人と推定されている。なおこの時のヤンゴンでの弾圧の模様は1988年11月21日にNHKで放映された『ビルマ・戒厳令下の記録～ラングーン・カメラ日誌』に収録されている。
クーデター前、以下のような怪文書が街中に出回っていたが、およそその後に起きたことは、件の怪文書の内容どおりだった。
真偽は不明だが、いずれにせよ当時ヤンゴンに滞在していた外交官の藤田昌宏は、（１）暫定政権の非現実性（２）リーダーシップの不統一が民主化運動失敗の要因であったと述べている。またミャンマー農村経済を専門とする高橋昭雄は（１）当初から国軍の動向が鍵であったこと（２）経済政策が語られていなかったこと（３）民主化運動のリーダーたちが都市部出身の比較的富裕な人々ばかりで、当時人口の3分の2を占めていた農民、農村政策が語られていなかったこと（下層軍人のほとんどが貧農出身）を問題点に挙げている。

## ビルマ共産党の影響
1989年8月5日、キンニュンは記者会見を開いて、8888民主化運動の際のCPBの活動について、次のように述べている。
1. 8888民主化運動の際の略奪・放火・首切り等の反政府活動はCPBの工作であり、NLDがCPBの影響を受けているたしかな証拠がある。
2. CPBは権力奪取の手段としてスーチーを利用してきたが、8888民主化運動以降、スーチーを指導者に仕立て利用してきた。スーチーは無自覚のうちにCPBに誘導された。CPBは7月19日の蜂起の計画が失敗すると、8月8日に再度計画を立てた。
3. スーチーはCPBはの戦術を熟知していなかったため、利用された。元CPB党員に対する油断があった。
4. NLDにはCPBの工作員が浸透し、スーチーに政府に対する対決路線を取らせた。
5. スーチーの周囲には共産主義者が多く集まっていた。
6. スーチーはカレン民族同盟（KNU）議長ボーミャと全ビルマ学生民主戦線（ABSDF）からの支持を取りつけていた。外国公館との接触もあった。CPB中央委員会委員チョーゾー（Kyaw Zaw）からの書簡など多数の証拠物件がスーチーの自宅から発見された。
7. NLD内部では、印刷出版業者登録法、殉難者の日式典をめぐって内部対立が生じ、基本的政治方針を出せないまま共産主義的方法にしたがって対決路線を強めていた。NLDに浸透していたCPBの工作員は、元CPB議長タキン・ジン（Thakin Zin）の妻チーチー（Kyi Kyi）、元新聞社主筆ウィンティン（Win Tin）、弁護士ミンミン（Myint Myint）などである。

さらにキンニュンは、ビルマ共産党が「ビルマ共産党4828地域党委員会」 (ビルマ共産党の蜂起日である1948年3月28日にちなんで名付けられた) なる組織を結成して、国家権力掌握を目論見、密かに上ビルマと下ビルマに地下組織を築いているとも主張した。のちにNLD関係者がキンニュンの指摘はある程度事実であったことを認めているが、しかしリントナーによれば、この委員会はシャン州北東部のビルマ共産党の根拠地ではなく、マグウェ地方域のポカウン山脈（Pokaung Range）にあった小規模な拠点にいた元ビルマ共産党員が作ったもので、他に数人さほど重要ではない党員がいただけで、この委員会から連絡を受けたことがあるデモに参加していた学生も、とるにたらない小さな組織と述べていたのだという。

## 余波
国軍によるクーデターは、民主化運動に参加した若者たちの大量脱出を引き起こし、彼らはカレン民族同盟（KNU）やカレンニー軍（KA）、新モン州党（NMSP）が支配するタイ国境地帯、カチン独立軍（KIA）が支配するカチン丘陵地帯、インドのミゾラム州とマニプル州、バングラデシュに逃れた者もいた。ただし、1960年代のペグー・ヨマの粛清劇で、大量の学生活動家が処刑されたことを広く人口に膾炙していたので、CPB支配地域に逃れようとする者は皆無だった。9月最後の数週間だけで約8,000〜1万人が国境地帯に逃れたと言われている。彼らは「国境地帯の少数民族武装勢力が外国の支援を受けて反乱を起こしている」という国軍のプロパガンダをそのまま信じており、件の勢力から軍事訓練と兵器提供を受け、国軍に対して武装闘争をするつもりだった。既に学生指導者たちが大規模な武装組織を結成し、訓練キャンプを設けて、外国からの支援を受けているという噂もその流れを後押しした。
国境までの道のりは困難を極め、途中で国軍に襲撃されたり、病気になったりして生命を落とす者もいた。
しかし、国境地帯にたどり着くと、少数民族武装勢力は外国からの支援を受けておらず、国境貿易の密輸品の取引に課税して資金を調達しており、兵器はおろか食料にさえ不足していることがわかり、学生たちは失望した。彼の地は衛生状態も悪く、医薬品も不足しており、学生たちは病気や栄養失調に苦しみ、マラリアで亡くなった学生もいた。蛇、トカゲ、犬、バナナの木の幹、ジャングルで手に入るものは何でも食べた。
またさまざまな学生リーダーや異なる派閥間の対立が生まれ、彼らの間の国軍に対抗できるような統一戦線が築かれることはなかった。当時、カレン民族解放軍（KNLA）に参加しており、学生たちに訓練を施した西山孝純は、その著書の中で、彼らのほとんどが運動経験がないため厳しい訓練に付いていけず、またエリート意識が強すぎて少数民族武装勢力の人々を見下し、被害者意識が強すぎ、自己アピールが強すぎたったと苦言を呈している。
8888民主化運動の後、他の若者たちとともにジャングルに逃れてゲリラに加わり、その後、ケンブリッジ大学で英文学の学生になったパスカル・クー・テュエが著した『緑の幽霊の国から』にある、若者たちと喧々諤々の議論を交わしている際に「自分たちは軍事政権の連中と同じではないか」と気づいた際の記述が示唆に富む。
結局、若者たちの多くは厳しい訓練、粗食、マラリアなどに耐えきれず、政府の呼びかけに応じて投降した。1988年10月中旬、SLORCは帰国を希望する学生のために27 か所 (2+7=9) の受付センターを設立し、11月18日 (1+8=9) を帰国の期限と定めた。期限はその後数回延長され、1998年12月までに3320人の学生たちが、政府がタイへ飛ばした飛行機に乗って帰還したのだという
無論、国境地帯に残って武装闘争を続けた若者たちも少数ながらいて、1989年9月、彼らが結集して全ビルマ学生民主戦線（ABSDF）を結成し、同年、少数民族武装勢力とビルマ族民主派の連帯組織・ビルマ民主同盟（DAB）にも参加した。

## 日本政府の対応
3月事件の直後の4月19日から1週間、当時の副首相・トゥラ・ウー・トゥンティンが来日。日本政府にミャンマー経済の窮状を訴え、配慮を求めた。1987年～1988年のミャンマーの円借款の返済が滞っていたため、既に新規の経済協力は停止していた。日本政府内でも長年の経済支援のわりには成果が上がっていないと問題になっていたようだ。この際はまだミャンマー政府の弾圧は政治問題になっていなかったが、日本政府は、ミャンマーの日本に対する債務のうち、5億6000万＄分については無償資金の供与で相殺することにしたものの、その他の経済協力については、ミャンマーの経済改革の進展と国際的支援体制を考慮にいれて検討すると約束するに留まった。
しかしミャンマー情勢の緊迫を受けて、日本政府はミャンマー政府への経済協力を事実上凍結。が、1989年2月17日、日本政府は他国に先駆けて国家秩序回復評議会（SLORC）を承認し、進行中の経済支援の再開に踏み切った。背景には2月24日に予定されていた大喪の礼に、長年の友好国であるミャンマーの代表を招かないわけにも行かず、両国の国交正常化を早期に図ったという事情があったと言われている。なお軍政の承認を後押ししたのは、当時、日本ビルマ協会の会長を務めていた大鷹淑子だった。この日本政府の決定は、ミャンマーの民主派や一部西側諸国から非難を浴びた。